# Barbula recurva
Barbula recurva là một loài rêu trong họ Pottiaceae. Loài này được (Griff.) R.S. Chopra mô tả khoa học đầu tiên năm 1977.